# Fujiwara no Tadamune
Fujiwara no Tadamune (藤原忠宗, [ふじわらのただむね] Erro: {{japonês}}: texto da transliteração contém caractere não latino (pos 1) (ajuda), 1087–1133) também conhecido como Tenka o Sasō furu no shin, foi um membro da Corte no final do período Heian da história do Japão.

## Vida
Tadamune foi filho mais velho de Fujiwara no Ietada (o fundador do Ramo Kasannoin do Clã Fujiwara).
O Daijō Daijin Fujiwara no Tadamasa (1124-1193) e o Naidaijin Nakayama Tadachika (1131-1195) foram seus filhos.

## Carreira
Tadamune serviu os seguintes Imperadores: Horikawa (1100–1107), Toba (1107–1123) e Sutoku (1123–1133).
Em 1100, Tadamune foi nomeado para servir no Kurōdodokoro, no governo do Imperador Horikawa. Concomitantemente em 1104 passa a servir como Sanuki kai (Intendente da província de Sanuki).
Em 1107, no governo do Imperador Toba, Tadamune foi transferido para o Konoefu (Guarda do Palácio) servindo como Sakonoeshōshō (Sub-comandante da Ala Esquerda). Concomitantemente passa a ser Iyo kai (Intendente da província de Iyo). No ano seguinte (1108) é nomeado Tamba Kenkai (Governador da província de Tamba). Em 1112 é nomeado Kaga Kenkai (Governador da província de Kaga). Em 1118, Bitchū Kenkai. Em 1120 foi promovido a Sakonoechūjō (Comandante da Ala Esquerda) do Konoefu e concomitantemente em 1123 exerce a função de Mimasaka kai (Intendente da província de Mimasaka). Em janeiro de 1123 passa a servir como Kurōdonotō (Supervisor do  Kurōdodokoro) e em meados do ano serve concomitantemente como Nakamiya Gonsuke (Assistente da Imperatriz).
Em 1130 no governo do Imperador Sutoku é nomeado Sangi e em 12 de janeiro de 1132 promovido a Chūnagon cargo que ocupa até seu falecimento em 30 de setembro de 1133 vitimado pela peste que se seguiu a carestia de alimentos.